# Ana Johnsson
Ana Lovisa Johnsson (ur. 4 października 1977 w Göteborgu) – szwedzka piosenkarka rockowa i autorka swoich tekstów.

## Życiorys
Ana Lovisa Johnsson urodziła się 4 października 1977 w Göteborg w Szwecji. Do osiągnięcia sukcesu przyczynił się jej singiel "The way I am". Z początku kariery używała tylko swojego imienia bez nazwiska. Jej piosenka "We Are" została wybrana na pierwszego singla promującego ścieżkę dźwiękową do filmu Spider-Man 2. Największym sukcesem dla Any było jednak wydanie debiutanckiej płyty zatytułowanej "The way I am".
Jako hobby uprawiała narciarstwo, a obecnie jest półprofesjonalną snowboardzistką. Włada biegle czterema językami: szwedzkim, angielskim, niemieckim i norweskim.

## Dyskografia
- The Way I Am – sierpień 2004
- Little Angel – 18 października 2006